# Socket SP3

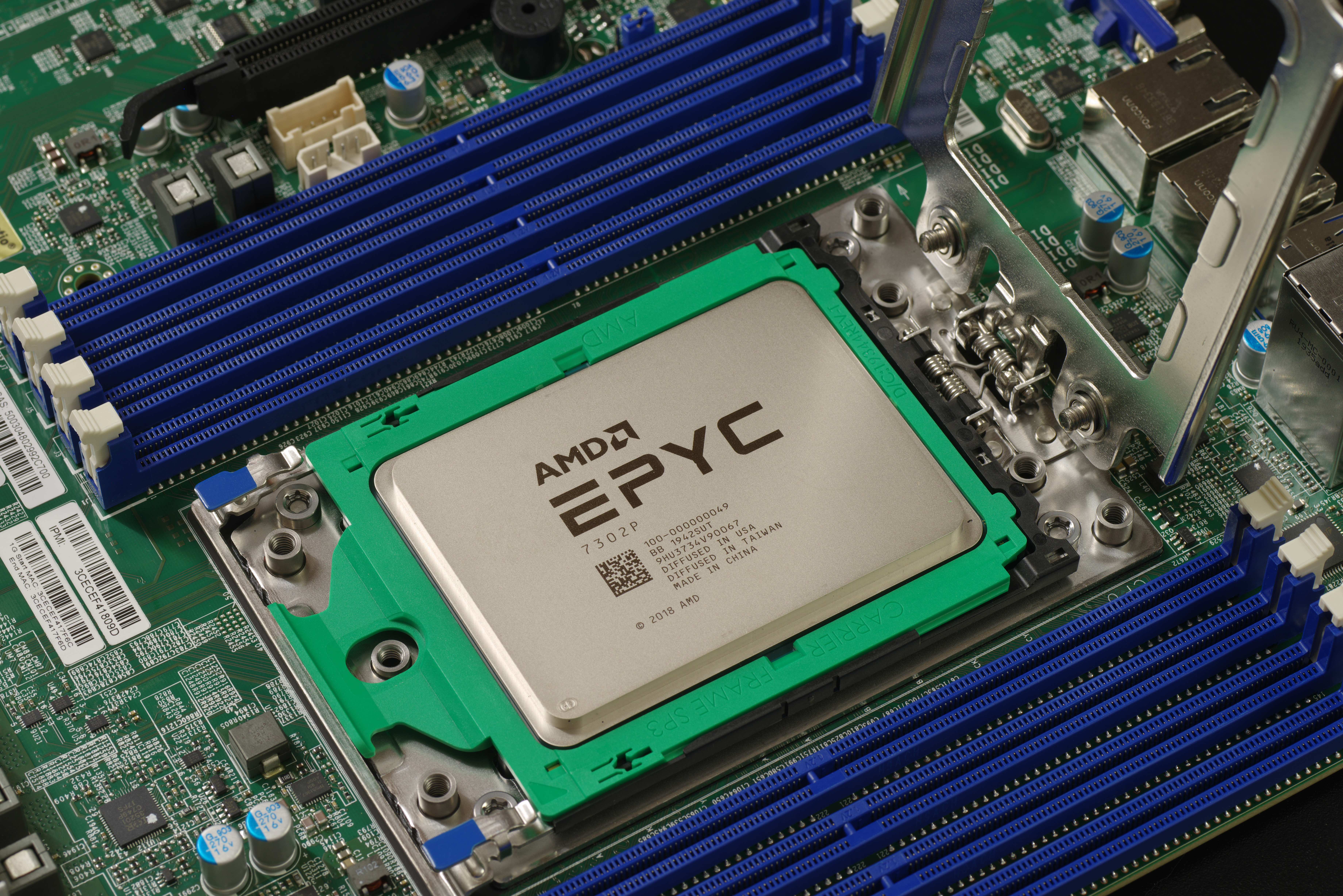
Un socket SP3 avec un processeur EPYC 7302 installé.

Le socket SP3 est un socket de processeur LGA à force d'insertion nulle conçu par AMD, prenant en charge ses processeurs pour serveurs Epyc basés sur Zen, Zen 2 et Zen 3,, lancés le 20 juin 2017. Étant donné que le socket est de la même taille que le socket TR4 et le socket sTRX4, les utilisateurs peuvent utiliser des refroidisseurs de processeur non seulement conçus pour SP3, mais également des refroidisseurs conçus pour TR4 et sTRX4.
Le socket SP3 est un système dans un boîtier (SiP), ce qui signifie que la plupart des fonctionnalités nécessaires pour rendre le système pleinement fonctionnel (telles que les contrôleurs mémoire, PCI Express, SATA, etc.) sont entièrement intégrées au processeur, éliminant ainsi la nécessité de placer un chipset sur une carte mère. Les variantes pour les plates-formes pour PC de bureau (comme indiqué ci-dessous) nécessitent, à terme, un chipset supplémentaire pour fournir des fonctionnalités améliorées du système. Un processeur utilisant le socket SP3 est monté en insérant le processeur dans une glissière et en fixant l’ensemble coulissant en serrant trois vis à l’aide des clés dynamométriques normalement fournies avec la carte mère. Les outils de montage de processeur automatisés des OEM n’utilisent pas la glissière, mais s’appuient plutôt sur le mouvement précis du bras du robot.

## Socket SP3r2
Le socket TR4, appelé également socket SP3r2, est utilisé sur les processeurs pour PC de bureau haut de gamme (HEDT). Il est physiquement identique au socket SP3 normal avec certaines connexions désactivées. Un socket TR4 ne permettra pas l'utilisation de processeurs conçus pour le socket SP3 grâce à une broche d'identification.

## Socket SP3r3
Le socket sTRX4, appelé également socket SP3r3, utilisé sur les processeurs pour PC de bureau haut de gamme Ryzen Threadripper de 3e génération (Threadripper 3000X), est physiquement identique au socket SP3 normal avec certaines connexions désactivées, et est le successeur du Socket TR4 (SP3r2).

## Socket SP3r4
Le socket sWRX8, appelé également socket SP3r4, est utilisé sur les processeurs pour stations de travail Ryzen Threadripper Pro 3000WX et Ryzen Threadripper Pro 5000WX. Il est physiquement identique au socket SP3 normal, avec certaines connexions réaffectées.